# Huta (obwód wołyński)
Huta, Huta Ratnieńska (ukr. Гута) – wieś na Ukrainie w rejonie kowelskim, w obwodzie wołyńskim, położona w pobliżu granicy z Białorusią. 
W II Rzeczypospolitej miejscowość wchodziła w skład gminy wiejskiej Zabłocie w powiecie kowelskim województwa wołyńskiego. Przed II wojną światową w pobliżu wsi znajdowało się wiele niewielkich chutorów (Barełowo, Berezyna, Biłka, Choromy, Chwoinowo, Hniły Brodok, Jasińska, Kizie, Kużeliwska, Ledna, Parnia, Peredkraska, Podkusa, Powarowo, Serednie, Troszla, Turkowa, Turycza, Wołczkowo, Zurawle), które dziś wchodzą w skład wsi bądź też przestały istnieć.
Do 2020 w rejonie ratnieńskim.